# Körte-zsomboly
A Körte-zsomboly az Aggteleki Nemzeti Parkban található egyik barlang. A barlang az Aggteleki-karszt és a Szlovák-karszt többi barlangjával együtt 1995 óta a világörökség része.

## Leírás
Az Alsó-hegy fennsíkján, Komjáti központjától ÉNy-ra, Bódvaszilas központjától É-ra, a Vecsem-bükk csúcstól D–DNy-ra, 200 m-re, erdőben lévő kis hegyorron, sziklakibúvásban van a barlang bejárata. A barlang helyét zsombolyjellel jelölik a turistatérképek. A sárga sáv jelzésű turistaúton Tornanádaska felé haladva, a turistaúttól balra, enyhén berogyott területen van a barlangbejárat. Lezáratlan, természetes jellegű és szabálytalan alakú bejárata nagy és függőleges tengelyirányú. Közelében nyílik a Búbánat-zsomboly és a Kilátó-zsomboly. A Búbánat-zsombolynak a Körte-zsombolytól DK-re, 50 m-re fekszik a bejárata.
A Körte-zsomboly középső triász wettersteini mészkőben jött létre. A vázlatosan felmért barlang vízszintes kiterjedése 6 m. Kis méretű már nem fejlődő cseppkövek, függőcseppkő, cseppkőzászló, cseppkőfüggöny, cseppkőlefolyás, cseppkőbekérgezés és borsókövek figyelhetők meg benne. Gyakorlatilag egy 22 m mély és átlagosan 2×4 m átmérőjű aknából áll. Mélyponti részén rövid oldaljárat található. Embercsontok kerültek elő kitöltéséből. Denevérek is előfordulnak a zsombolyban. Engedély nélkül, kötéltechnikai eszközök alkalmazásával látogatható a barlang, melynek bejárásához 25 m kötél, egy nittfül és egy karabiner kell. Egy fix nitt van elhelyezve benne.
Előfordul a barlang az irodalmában 33 (Kósa 1992), Hruška (Vlk 2019), V/5 (Kósa 1964), V./5 (Bertalan 1976), V/25 (Nyerges 2002) és V-27 (Kósa 1992) jelölésekkel és néven is.

## Kutatástörténet
Ezt a barlangot és kutatását írta le Scholtz Pál Kornél az 1911-ben készült kéziratában. 1911. június 10. és 13. között járt a zsombolynál Scholtz Pál Kornél. A kézirat szerint a négyes számú barlang egy 8 m mély kút, amelyet kötél segítségével mértek meg. 1963-ban a Vörös Meteor Barlangkutató Csoport tagjai a Vecsem-bükki kilátóhoz viszonyítva pontosan bemérték a Körte-zsomboly bejáratának helyét. A bemérés szerint a kilátótól 214° 50'-ra, 215 m-re van a barlang bejárata. Az 1964-ben kiadott, A zsombolyképződés kérdéseiről című tanulmányban, amelyet Kósa Attila írt, lévő térképen megfigyelhető a barlang földrajzi elhelyezkedése. 1967. április 2-án Frojimovics Péter, Haász Éva, Kósa Attila és Varga Mária felmérték a barlangot, majd Kósa Attila a felmérés alapján megszerkesztette a barlang alaprajz térképét és 2 hosszmetszet térképét. A térképeket Haász Éva rajzolta. A felmérés szerint 5,4 m mély a zsomboly.
Bertalan Károly 1976-ban befejezett kéziratában az olvasható, hogy Komjátin, az Alsó-hegyen helyezkedik el a Körte-zsomboly (V./5). A barlang bejárata a vecsembükki kilátótól 214° 50' irányban 215 m-re található. A kézirat barlangot ismertető része 1 publikáció alapján lett írva. Az 1977. évi Karszt és Barlangban megjelent tanulmányban van egy Magyarország térkép, amelyen a Magyarországon lévő, biológiailag kutatott barlangok földrajzi elhelyezkedése figyelhető meg. A térképen látható a biológiailag feldolgozás alatt álló Körte-zsomboly földrajzi elhelyezkedése. A folyóirat 1977. évi különszámába bekerült a tanulmány angol nyelvű változata. Ebben a tanulmányban is közölve lett a térkép, amelyen Körte Shaft a barlang neve. Az 1977. január 31-én készült és a barlang 1972. évi bejárásán alapuló szpeleográfiai terepjelentés szerint a főleg függőleges jellegű barlang alaprajzi hossza 8 m, hossza a valóságban 10 m, vízszintes kiterjedése 4 m és függőleges kiterjedése 5 m.
Az 1984-ben megjelent, Magyarország barlangjai című könyvben van egy Magyarország térkép, amelyen a Magyarországon lévő, biológiailag kutatott barlangok földrajzi elhelyezkedése figyelhető meg. A térképen látható a biológiailag feldolgozás alatt álló Körte-zsomboly földrajzi elhelyezkedése. A kiadvány országos barlanglistájában szerepel az Aggteleki-karszton lévő barlang Körte-zsomboly néven V/5 névváltozattal. A listához kapcsolódóan látható az Aggteleki-karszt és a Bükk hegység barlangjainak földrajzi elhelyezkedését bemutató 1:500 000-es méretarányú térképen a barlang földrajzi elhelyezkedése.
Az 1992. évi Karszt és Barlangban publikált, az Alsó-hegy magyarországi részének töbreit, zsombolyait és beszakadásait bemutató ábrán látható a barlang földrajzi elhelyezkedése. Az 1992-ben kiadott, Alsó-hegyi zsombolyatlasz című könyvben megjelentek a barlang 1967-ben készült térképei és az Alsó-hegy fennsíkjának magyarországi oldalát bemutató egyik térképen látható a barlang földrajzi elhelyezkedése. Több adattal együtt fel van tüntetve 6 irodalmi mű, amelyekben említve van a barlang. 1993-ban kezdődött meg kitöltésének felszínre termelése. A barlang az Aggteleki-karszt és a Szlovák-karszt többi barlangjával együtt 1995 óta a világörökség része.
1996 nyarán egy benzinmotoros csörlő segítségével végezték a 10 m mély zsomboly feltáró kutatását. 1997-ben a MAFC Barlangkutató Csoport és a BEAC Barlangkutató Csoport közösen készítették el a barlang hosszmetszet térképvázlatát. A Nyerges Attila által 1997-ben készített szakdolgozat szerint a 14 m mély Körte-zsomboly az Alsó-hegy magyarországi részének 39. legmélyebb barlangja. 1997. augusztus 23-án és 24-én 18 m mélységig tárták fel a két csoport kutatói. 1998 tavaszán a MAFC Barlangkutató Csoport 20 m mélységig tárta fel a Körte-zsombolyt. 1999 áprilisában Nyerges Miklós holocén vaddisznó koponyát, gímszarvas koponyát és valószínűleg pirókegér fogakat gyűjtött belőle. Gasparik Mihály határozta meg a leleteket. 1999 nyarán folytatódott a barlang feltárása és ki lett egészítve az újonnan feltárt részekkel a barlang térképvázlata. Ekkor 20 m mély volt a barlang. Az 1999. évi Lakatos Kupa egyik helyszíne.
2001 húsvétján a MAFC Barlangkutató Csoport háromnapos kutatótábort tartott a barlang közelében a barlang bontása miatt. 2001. szeptember 22-én a Lakatos Kupa egyik helyszíne volt a barlang. 2001. október 20-tól 23-ig a MAFC és a BEAC kutatói bontották a barlangot. 2001-ben holocén állatmaradványok, valamint egy emberi singcsont és egy emberi medencecsont töredék lettek meghatározva a Körte-zsomboly kitöltéséből. A leleteket Gasparik Mihály határozta meg. 2002. március 15-én és 16-án tovább lett mélyítve a barlang csörlő segítségével és a feltáró munka idején Adamkó Péter és Kóródi Mária is jártak benne. 2002. szeptember 21-én a barlang a Lakatos Kupa egyik helyszíne volt. A 2003. szeptember 27-én megrendezett Lakatos Kupa egyik helyszíne volt a barlang. A 2004. szeptember 25-én megrendezett Lakatos Kupa egyik helyszíne volt a barlang.
A 2005-ben megjelent, Magyar hegyisport és turista enciklopédia című kiadványban meg van említve, hogy a MAFC Barlangkutató Csoport egyik legjelentősebb feltárása a Körte-zsomboly. A 2006. évi Vespertilioban közölt tanulmány szerint 2004. február 14-én Boldogh Sándor, Štefan Matis és Peter Pjenčák észleltek a bódvaszilasi Körte-zsombolyban 3 nyugati piszedenevért. A 2008. szeptember 27-én megrendezett XV. Lakatos Kupa kiadványában 20 m mély és 14 m mély barlangként szerepel. A füzetben megjelent a barlang 1997-ben rajzolt térképvázlata. A verseny egyik lehetséges érintőpontja és a bontó verseny helyszíne volt a Körte-zsomboly. 2011-ben a barlang kimaradt a Lakatos Kupa helyszínei közül.
Az Alsó-hegy karsztjelenségeiről szóló, 2019-ben kiadott könyvben az olvasható, hogy a Körte-zsomboly (Hruška) 25 m hosszú és 20 m mély. A barlang azonosító számai: Szlovákiában 33, Magyarországon 5452/47, egyéb V/5 és V-27. A könyvben publikálva lett a barlang 1997-ben készült hosszmetszet térképvázlata. A barlangot 1997-ben a MAFC és a BEAC mérték fel, majd 1997-ben a MAFC és a BEAC a felmérés alapján megrajzolták a barlang térképét. A térképet 2015-ben Luděk Vlk digitalizálta. Publikálva lett egy felszíni, színes fénykép a könyvben, amelyen a fényképaláírás szerint a Körte-zsomboly figyelhető meg. A kiadványhoz mellékelve lett az Alsó-hegy részletes térképe. A térképet Luděk Vlk, Mojmír Záviška, Ctirad Piskač, Jiřina Novotná, Miloš Novotný és Martin Mandel készítették. A térképen, amelyen fekete ponttal vannak jelölve a barlangok és a zsombolyok, látható a Körte-zsomboly (5452/47, 33) földrajzi elhelyezkedése. A KvVM Barlang- és Földtani Osztályon a zsombolynak van egy ismeretlen készítési idejű és készítőjű térképlapja, amelyen a barlang alaprajz térképe és két hosszmetszet térképe látható.

## További irodalom
- Havliček, David – Vojiř, V.: Speleologický Prúzkum Dolného Vrchu. Slovensky Kras, 1984. 22. köt. 213–244. old.
- Kósa Attila: Közvetlen felszínalatti karsztos képződmények morfológiai és műszaki vonatkozású vizsgálata. Kézirat, 1969. Doktori disszertáció, Budapesti Műszaki Egyetem.
- Scholtz Pál Kornél: Beszámoló az 1911. évi június hó 10-13 közötti tett expedícióról a szilasi fennsíkon. Napló, kézirat. 1911.
- Vojiř, V.: Zpráva o stavu speleologického prúzkumu Dolného Vrchu v Jihoslovenskémkrasu, okres Rožnava, k srpnu 1966. Geobuch, 1966. Speleologicky Klub Praha.
- Vojiř, V.: Dolný Vrch, I. etapová zpráva o speleologickém prúzkumu. 1973. Speleologicky Klub Praha.